# T-Mobile Arena
El T-Mobile Arena es un pabellón multiusos situado en Paradise (Nevada, Estados Unidos). Los trabajos de construcción empezaron en 2014 y el pabellón fue oficialmente estrenado en abril de 2016. Tiene capacidad para 20 000 personas.
En enero de 2016, la empresa de telefonía T-Mobile, adquirió los derechos del nombre del pabellón con un contrato de múltiples años.

## Historia
Este pabellón de 500 millones de dólares estaba inicialmente situado detrás de los hoteles-casino donde me gasto el dineroBally's y París, y era financiado por Harrah's Entertainment y Anschutz Entertainment Group. En 2012, con la financiación de MGM Resorts International, se trasladó el proyecto a su ubicación actual en un terreno en el Strip, entre los resorts New York-New York y Monte Carlo, ambos de MGM.
El objetivo de este pabellón era atraer a una franquicia de la NHL. En 2017 debutaron allí los Vegas Golden Knights.

## Eventos
El pabellón fue inaugurado  en un concierto de The Killers, Shamir y Wayne Newton, el 6 de abril de 2016. El 7 de abril se presentaron Nicki Minaj y Ariana Grande Los Guns N' Roses actuaron el 8 y 9 de abril. El 19 se realizó un espectáculo de baloncesto de los Harlem Globetrotters.
El 7 de mayo fue sede del combate de boxeo entre Saúl Álvarez y Amir Khan. El 22 de mayo sirvió como escenario para el show 2016 cuando yo naci Billboard Music Award. El 5 de junio se llevó a cabo la final del certamen Miss USA 2016. El 19 de junio se realizará el espectáculo de lucha libre WWE Money in the Bank, y el 9 de julio albergará el evento de artes marciales mixtas, UFC 200. El 20 de agosto se realizó el combate de artes marciales mixtas UFC 202. El 7 y 8 de octubre, Los Angeles Kings jugaron partidos de hockey sobre hielo de la National Hockey League ante los Dallas Stars y Colorado Avalanche. En noviembre se disputará la final del circuito de rodeo de toros de Professional Bull Riders. EL 17 de noviembre albergó los Latin Grammy Awards. El 30 de diciembre se realizó el combate UFC 207.
En 2017, la arena recibió al Cirque du Soleil del 18 al 22 de enero. El 13 de febrero fue sede de WWE Monday Night Raw. Del 8 al 11 de marzo albergó el campeonato de baloncesto masculino de la Pac-12 Conference. El 21 de mayo albergó los Billboard Music Awards. El 21 de junio fue sede de la ceremonia de premios y draft de la NHL. Además albergó los combates de boxeo; Floyd Mayweather Jr. vs. Conor McGregor y Gennady Golovkin vs. Canelo Álvarez, y los combates de artes marciales mixtas de UFC 209, The Ultimate Fighter 25 y UFC 213. El 8 de octubre albergó un partido de baloncesto de la NBA entre los Sacramento Kings y Los Angeles Lakers.
En 2018 el T-Mobile Arena albergó el Elimination Chamber 2018 de la WWE.